# Stadion SKA w Odessie
Stadion SKA (ukr. Стадіон СКА) – wielofunkcyjny stadion w Odessie na Ukrainie.

## Historia
Stadion Charczowyk (ukr. «Харчовик») w Odessie został zbudowany w październiku 1927 roku. Dzisiejszy wygląd stadion otrzymał w 1966 roku, kiedy-to na miejscu starego drewnianego stadionu siłami żołnierzy został zbudowany nowy kompleks sportowy SKA. Inicjatywa należała do ówczesnego komendanta Okręgu Odeskiego Generała Amazaspa Babadżaniana. Stadion mógł pomieścić 30 tys. widzów, był wyposażony w sztuczne oświetlenie i zawierał bieżnie na całym boisku. Przez długi czas stadion był areną domową wojskowego klubu SKA Odessa, który w czasie uzyskana niepodległości Ukrainy zmienił nazwę na SK Odessa. Stadion zapisał się do historii tym, że w debiutowym sezonie 1992 w Wyższej Lidze Ukrainy na stadionie rozegrała dziewięć meczów piłkarska drużyna SK Odessa, które zobaczyło średnio 1922 widzów. Oprócz SK Odessa również w latach 1995-1997 na stadionie swoje mecze domowe rozgrywał SKA-Łotto Odessa. Po rekonstrukcjach stadion może pomieścić 10 tys. widzów, w tym część zamontowanych siedzeń indywidualnych. Przez cały ten okres stadion był własnością Ministerstwa Obrony ZSRR, a od 1992 przeniósł się do nieruchomości Ministerstwa Obrony Ukrainy. W 2006 stadion został sprzedany prywatnemu inwestorowi. Po wielokrotnych rozpatrzeniach spraw sądowych, dopiero w marcu 2014 udało się przywrócić stadion na własność Państwa.
W 2010 na stadionie występował Lukseon Odessa.